# 6-F-DET
6-F-DET（6-氟-N,N-二乙基色胺）是一种有机氟化合物，化学式为C14H19FN2，结构上与DET、5-F-DET类似，可作为5-HT2A受体的部分激动剂。